# ジャクソン・フェリス
ジャクソン・コナー・フェリス（Jackson Conner Ferris, 2004年1月16日 - ）は、アメリカ合衆国ノースカロライナ州ウィンストン・セーラム出身のプロ野球選手（投手）。左投左打。MLBのロサンゼルス・ドジャース傘下所属。

## 経歴

### プロ入りとカブス傘下時代
2022年のMLBドラフト2巡目（全体47位）でシカゴ・カブスから指名されプロ入り。契約金は300万5,000ドル。
2023年に傘下のA級マートルビーチ・ペリカンズでプロデビューし、18試合に先発登板して2勝3敗、防御率3.38、77奪三振を記録した。

### ドジャース傘下時代
2024年1月11日にマイケル・ブッシュ、イェンシー・アルモンテとのトレードで、ザイア・ホープと共にロサンゼルス・ドジャースへ移籍した。この年は傘下のA＋級グレートレイクス・ルーンズで開幕を迎え、その後AA級タルサ・ドリラーズへ昇格。2チーム合計で27試合に先発登板して5勝7敗、防御率3.20、145奪三振を記録し、ドジャースのマイナーリーグ最優秀投手賞を受賞した。